# Бенда, Анна Франтишка
Анна Франтишка Бенда (чеш. Anna Františka Bendová, в замужестве Hatašová; 1728—1781) — чешская певица (сопрано). Её ценили за красивый голос и превосходную технику пения, она также преподавала технику пения.

## Биография
Родилась 26 мая 1728 года в местечке Бенатки-над-Йизероу в семье Яна Иржи (Иоганна Георга) Бенды.
В 1742 году вместе с родителями уехала в Потсдам. Здесь училась у своего брата Франтишека, работавшего при дворе прусского короля Фридриха II, музыке и пению. При поддержке другого брата — Йиржи Антонина, композитора и дирижёра, в 1750 году стала камерной певицей (нем. Kammersängerin) тюрингского герцога Фридриха III в городе Гота. Работала в этом качестве до своего отъезда на отдых в 1778 году.
Пела в Гота на премьере оперы Xindo riconosciuto (1765). На рубеже 1767—1768 годов она выступала с мужем (скрипка) и H.B. Preysing (виолончель) на четырёх концертах в Нидерландах. Также пела в Утрехте с G.C. Hempel.
Йиржи Антонин написал специально для неё серию итальянских арий.
Умерла 15 декабря 1781 года в городе Гота, Германия.

### Семья
В мае 1751 года Анна она вышла замуж за Дисмаса Хаташа, композитора и скрипача в капелле герцога. В 1756 году у них родился их сын Йиндржих Криштоф (Генрих Кристоф), который продолжил музыкальную традицию своих родителей как скрипач и композитор.